# Henricia rhytisma
Henricia rhytisma är en sjöstjärneart som beskrevs av Clark och Jewett 20. Henricia rhytisma ingår i släktet Henricia och familjen krullsjöstjärnor. Inga underarter finns listade i Catalogue of Life.